# Chaetomitrium borneense
Chaetomitrium borneense là một loài Rêu trong họ Hookeriaceae. Loài này được Mitt. mô tả khoa học đầu tiên năm 1885.